# Google Insights for Search
Google Insights for Search — в прошлом, сервис, похожий на Google Trends, предоставляющий обезличенную информацию о поисковых запросах людей, которые используют поисковую систему Google.
В отличие от Google Trends, Google Insights for Search отображал визуальную картину интересов по регионам на карте страны, Google Insights for Search показывал топ-запросы и запросы набирающие популярность, что могло значительно облегчить подбор ключевых слов. Результаты можно было сузить, указав категории, которые отображались для каждого поискового запроса.
Ключевой запрос очень важен, так как даже если ключевые слова будут расположены в другом порядке, поисковая система отобразит разные результаты.
27 сентября 2012 года Google Insights for Search был закрыт и вновь объединён с Google Trends.

## Смотрите так же
- Google Webmaster Tools
- Google Trends